# Ольга Бакус
Ольга Бакус (нар. 6 квітня 1969, Львів) — українська акторка театру і кіно.

## Життєпис
У 1986 році закінчила Львівську ЗОШ № 38 (мікрорайон Рясне-2).
1986 та 1987 роках робила спроби вступити до Львівського музично-педагогічного училища ім. Філарета Колесси.
У 1988 році пройшла іспити на хорове відділення Львівського училища культури і мистецтв (теперішня назва). 1989 року перевелася на спеціальність «Керівник самодіяльного театрального колективу».
З 1990 по 1994 роки вчилася у Львівській державній консерваторії ім. Миколи Лисенка (тепер — Львівська національна музична академія ім. Миколи Лисенка) на акторському відділенні, курс народного артиста України Богдана Козака.
З 1993 року акторка Національного академічного українського драматичного театру ім. Марії Заньковецької.
Від початку навчання у консерваторії зіграла п'ятдесят п'ять ролей, з яких двадцять дві головні, а також епізодичні та другорядні.

## Репертуар
Національний академічний український драматичний театр ім. Марії Заньковецької
| № п/п | Дата прем'єри | Роль                     | Вистава                            | Автор                                                    | Режисер               | Художник                                   | Жанр                                   |
| ----- | ------------- | ------------------------ | ---------------------------------- | -------------------------------------------------------- | --------------------- | ------------------------------------------ | -------------------------------------- |
| 1     | 19.04.1989    | Дівчина, спів, танці     | Маруся Чурай                       | Л. Костенко                                              | Ф. Стригун            | М. Кипріян                                 | Історична драма                        |
| 2     | 7.01.1990     | Колядниця                | Ой радуйся земле…                  | Ф. Стригун                                               | Ф. Стригун            | М. Кипріян                                 | Вертеп                                 |
| 3     | 6.03.1990     | Співи                    | Згадайте братія моя                | Ф. Стригун за Т. Шевченко                                | Ф. Стригун            | М. Кипріян                                 | Поетична композиція                    |
| 4     | 28.12.1992    | Галька                   | По щучому велінню                  | М. Кропивницький                                         | Б. Сусловський        | М. Кипріян                                 | Казка                                  |
| 5     | 5.02.1994     | Танці                    | Світла моя муко                    | В. Симоненко                                             | Ф. Стригун, Є. Ушаков | Т. Гунько                                  | Поетична композиція                    |
| 6     | 3.05.1994     | Народні сцени            | Ісус, син Бога живого              | В. Босович                                               | Ф. Стригун            | М. Кипріян                                 | Історична драма                        |
| 7     | 05.1994       | Марія, Мама              | Жабуся                             | Г. Запольська                                            | В. Щербаков           |                                            | Драма                                  |
| 8     | 26.11.1994    | Люцілла                  | На межі                            | Леся Українка                                            | Ф. Стригун, Є. Ушаков | І. Погребняк                               | Драма                                  |
| 9     | 7.04.1995     | Муза                     | В обіймах золотої мли              | Г. Шумейко за М. Рильським                               | Г. Шумейко            | М. Кипріян                                 | Поетична композиція                    |
| 10    | 7.04.1995     | Мавка                    | Ніч на полонині                    | О. Олесь                                                 | В. Сікорський         | М. Кипріян                                 | Драма                                  |
| 11    | 29.09.1995    | Мерсі                    | Сейлемські відьми                  | А. Міллер                                                | А. Бабенко            | І. Погребняк                               | Драма                                  |
| 12    | 25.09.1995    | Дівчата Сяся (ввід)      | Шаріка                             | Я. Барнич                                                | Ф. Стригун            | М. Кипріян                                 | Романтична оперетта                    |
| 13    | 26.12 1986    | Пані Барбаринська        | Звичайна горошина                  | В. Данилевич, О. Костинський                             | Б. Козак              | М. Кипріян                                 | Казка                                  |
| 14    | 25.01.1997    | Актор (танець)           | Гамлет                             | В. Шекспір                                               | Ф. Стригун            | М. Кипріян                                 | Трагедія                               |
| 15    | 11.04.1987    | Дівчина І, спів, танці   | Безталанна                         | І. Карпенко-Карий                                        | Ф. Стригун            | М. Кипріян                                 | Драма                                  |
| 16    | 25.07.1988    | Хор                      | Гайдамаки                          | Т. Шевченко                                              | Ф. Стригун            | М. Кипріян                                 | Історична драма                        |
| 17    | 26.07.1997    | Марічка                  | Гуцулка Ксеня                      | Я. Барнич                                                | Ф. Стригун            | М. Кипріян                                 | Оперетта                               |
| 18    | 15.11.1997    | Кіра                     | Се Ля Ві                           | Н. Ковалик                                               | Ф. Стригун            | М. Кипріян                                 | Драма                                  |
| 19    | 17.10.1998    | Дівчина                  | У нелілю рано зілля копала…        | Ф. Стригун за О. Кобилянською                            | Ф. Стригун            |                                            | Драма                                  |
| 20    | 26.12.1998    | Дзінька                  | Пітер Пен                          | Д. Баррі                                                 | Р. Біль               | Л. Боярська                                | Казка                                  |
| 21    | 5.09.1999     | Худ. чит., танець        | Неповторність                      | Л. Костенка                                              | Т. Литвиненко         | М. Кипріян                                 | Поетична композиція                    |
| 22    | 23.11.1999    | Сорока                   | Хоробрий півник                    | Н. Забіла                                                | Ф. Стригун            | Л. Боярська                                | Казка                                  |
| 23    | 8.07.2000     | Маргарита                | Два кольори                        | Д. Павличко                                              | Т. Литвиненко         | М. Кипріян                                 | Поетична композиція                    |
| 24    | 22.06.2001    | Катря                    | Доки сонце зійде, роса очі виїсть… | М. Кропивницький                                         | Ф. Стригун            | В. Бортяков                                | Драма                                  |
| 25    | 27.02.2002    | Катрін                   | Вісім люблячих жінок               | Р. Тома                                                  | А. Бабенко            | М. Кипріян                                 | Комедія                                |
| 26    | 11.05.2002    | Івона                    | Івона, принцеса бургундська        | В. Гомбрович                                             | В. Рудзький           | О. Оверчук                                 | Трагедія                               |
| 27    | 21.09.2002    | Емігрантка               | Неаполь — місто попелюшок          | Н. Ковалик                                               | Ф. Стригун            | М. Кипріян                                 | П'єса на дві частини                   |
| 28    | 7.12.2002     | Князівна                 | Микита Кожум'яка                   | О. Олесь                                                 | Г. Воловецька         | О. Рибчинський                             | Казка                                  |
| 29    | 9.03.2003     | Лілея                    | Державна зрада                     | Р. Лапіка                                                | Ф. Стригун            | В. Бортяков                                | Сон                                    |
| 30    | 19.07.2003    | Б'янка                   | Анатоль                            | А. Шніцлер                                               | Г. Воловецька         | М. Кипріян                                 | Драма                                  |
| 31    | 13.03.2004    | Танцівниця               | Оргія                              | Леся Українка                                            | Ф. Стригун            | В. Бортяков                                | Драма                                  |
| 32    | 10.06.2004    | Квіти                    | Романтики                          | Е. Ростан                                                | Г. Воловецька         | М. Кипріян                                 | Музична комедія                        |
| 33    | 17.12.2004    | Хор, танці               | Івасик-Телесик                     | О. Огородник                                             | О. Огородник          | Л. Боярська                                | Казка                                  |
| 34    | 6.05.2005     | Варочка, Блонд           | Серенада для судженої              | О. Пчілка, С. Мрожек                                     | Г. Воловецька         | Д. Зав'ялова                               | Вистава в двох частинах                |
| 35    | 3.12.2005     | Барабанщиця              | Візит літньої пані                 | Ф. Дюрренматт                                            | Ф. Стригун            | Л. Боярська                                | Трагікомедія                           |
| 36    | 21.07.2006    | Дівчина                  | Сава Чалий                         | І. Карпенко-Карий                                        | Ф. Стригун            | М. Кипріян                                 | Трагедія                               |
| 37    | 17.12.2006    | Віденські городяни       | Амадей                             | П. Шеффер                                                | В. Сікорський         | М. Кипріян                                 | Трагедія                               |
| 38    | 3.03.2007     | Цу                       | Журавлине пір'ячко                 | Д. Кіносіта                                              | І. Павлюк             |                                            | Казка                                  |
| 39    | 30.11.2007    | Вар'єте                  | Сільва                             | І. Кальман                                               | Ф. Стригун            | Л. Боярська                                | Оперетта                               |
| 40    | 31.01.2009    | Табун, гра на акордеоні  | Історія Коня                       | Л. Толстой, (інсц. М. Розовського)                       | В. Сікорський         | М. Кипріян                                 | Трагедія                               |
| 41    | 4.04.2009     | Дівчата-служебки         | Бояриня                            | Леся Українка                                            | Г. Шумейко            | Н. Руденко                                 | Драматична поема                       |
| 42    | 05.12.2009    | Дівчина                  | Сватання на гончарівці             | Г. Квітка-Основ'яненко                                   | Ф. Стригун            | М. Кипріян                                 | Комедія                                |
| 43    | 10.04.2010    | Місіс Грей               | Поліанна                           | Е. Портер                                                | Б. Ревкевич           | Н. Тарасенко                               | П'єса на дві частини                   |
| 44    | 12.06.2010    | Н. Лівицька-Холодна      | Олена Теліга «АБО-АБО»             | Н. Лісова, І. Павлюк (за листами та спогадами О. Теліги) | І. Павлюк             | Н. Тарасенко                               | Драма                                  |
| 45    | 30.10.2010    | Народні сцени            | Небилиці про Івана                 | І. Миколайчук                                            | В. Сікорський         | Н. Тарасенко                               | Комедія                                |
| 46    | 5.03.2011     | Народні сцени            | Невольник                          | М. Кропивницький                                         | Ф. Стригун            | М. Кипріян                                 | Драма                                  |
| 47    | 9.05.2012     | Людя                     | Вода життя                         | В. Шевчук                                                | Г. Шумейко            | Л. Боярська                                | Драма                                  |
| 48    | 22.12.2013    | Дівчата                  | Назар Стодоля                      | Т. Шевченко                                              | Ф. Стригун            | Б.Покровецький, О. Гелитович, М. Михальчук | Драма                                  |
| 49    | 30.03.2014    | Квіточки, Володарка води | Диво-квітка                        | Н. Боймук                                                | Б. Ревкевич           | В. Макар                                   | Казка                                  |
| 50    | 30.05.2014    | Зося                     | Смак до черешень                   | А. Осєцка                                                | Г. Воловецька         | Н. Тарасенко                               | Любовний роман з життя нормальних сфер |
| 51    | 6.12.2014     | Жінки                    | Циліндр                            | Е. де Філіппо                                            | Ф. Стригун            | Л. Боярська                                | Комедія                                |
| 52    | 25.04.2015    | Глорія                   | Знак у вікні                       | Л. Хенсберрі                                             | А. Бабенко            | М. Молчан                                  | Драма                                  |

Перший академічний український театр для дітей та юнацтва
| № п/п | Дата прем'єри | Роль         | Вистава         | Автор   | Режисер   | Художник  | Жанр  |
| ----- | ------------- | ------------ | --------------- | ------- | --------- | --------- | ----- |
| 53    | 05.06.2012    | Місіс Бейкер | Вільні метелики | Л. Герш | Р. Валько | М. Молчан | Драма |

Фільмографія
| № п.п | Рік  | Роль                         | Назва фільму | Сценарист      | Режисер      | Жанр               |
| ----- | ---- | ---------------------------- | ------------ | -------------- | ------------ | ------------------ |
| 1     | 1994 | Голос Соломії Крушельницької | Голоси       | Н. Давидовська | Б. Козак     | Сон, феєрія        |
| 2     | 2013 | Служниця                     | Delirium     | І. Подольчак   | І. Подольчак | Психоделічна драма |

## Нагороди і відзнаки
- Лауреат Всеукраїнського конкурсу читців імені Лесі Українки у Ялті[1].

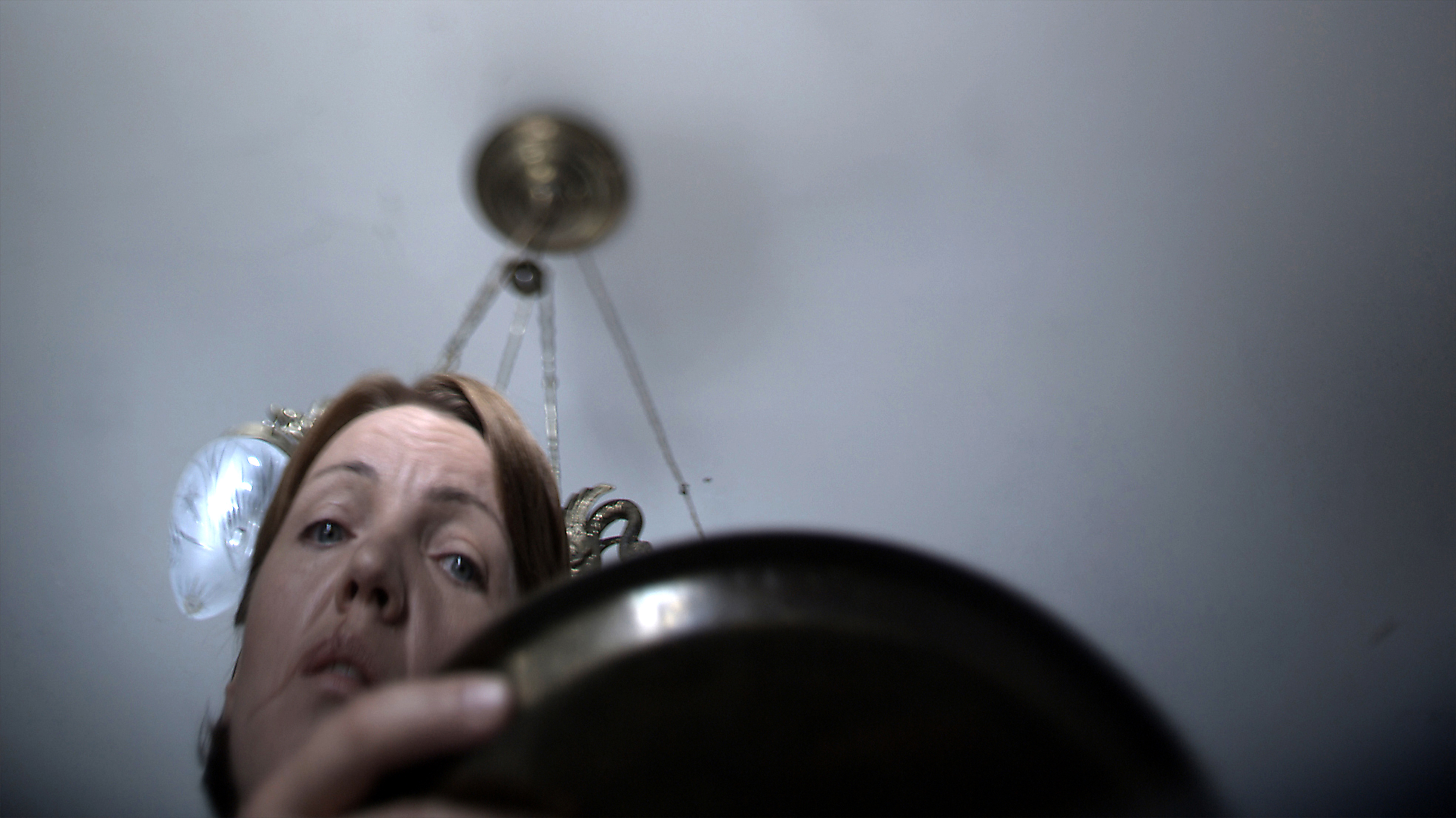
Кадр з фільму Delirium, Ігоря Подольчака